# Кудієвський Костянтин Гнатович
Костянтин Гнатович Кудієвський (23 березня 1923, Олешки — 5 травня 1992, Київ) — український письменник-марініст, журналіст, кінодраматург.

## Біографія
Народився 23 березня 1923 року в місті Олешки (тепер Херсонської області) в родині службовця. Напередодні радянсько-німецької війни закінчив Одеську військово-морську спецшколу. В роки війни служив у бригаді морської піхоти, на кораблі Чорноморського флоту і Каспійської флотилії.

Могила Костянтина Кудієвського

В 1946 році закінчив Вище військово-морське училище. Служив офіцером на Північному флоті, де і почалася його літературна діяльність.
Працював у редакціях газет «Красный флот», «Красная звезда», «Советская культура», журналів «Советская Украина», «Радуга». Був головним редактором сценарної колегії Комітету по кінематографії при Раді Міністрів України, головним редактором Київської кіностудії художніх фільмів імені О. П. Довженка.
Був членом Спілок письменників і кінематографістів України.
Помер на 70-му році життя 5 травня 1992 року в Києві. Похований на Байковому кладовищі (ділянка № 49а, 50°25′0.05″ пн. ш. 30°30′6.20″ сх. д. / 50.4166806° пн. ш. 30.5017222° сх. д.).

## Творчість
Автор книжок оповідань та повістей:
- «Североморцы» (1954);
- «Обгоняющая ветер» (1957);
- «Водоросли цветут в глубинах» (1959);
- «Ураган назовите „Марией“» (1969);

Автор романів:
- «Песня синих морей» (роман-легенда, 1962);
- «Горькие туманы Атлантики» (1974);
- «Легенда о Летучем голландце» (1979);
- «Летние сны в зимние ночи» (1982)[2].
- «Лінкор Амазонка» (1992)

Сценарист художніх фільмів:
- «Випереджаюча вітер» (1959);
- «Три доби після безсмертя» (1963);
- «Падав іній» (1969);
- «Назвіть ураган „Марією“» (1970);
- «Сімнадцятий трансатлантичний» (1972).

## Нагороди, відзнаки
Нагороджений орденами Вітчизняної війни II ступеня, Дружби народів, медалями.
Лауреат премії імені Павла Тичини «Чуття єдиної родини» (1980; За книгу «Легенда о Летучем голландце»).